# Misraim
En el capítol desè del Gènesi, Misraim o Mixraïm (àrab: מִצְרַיִם בן-חָם, Misrāyim ben Hām; àrab: مصرايم بن حام, Miṣrāyim b. Ḥām) o Egipte és el fill de Cam i antecessor dels ludites, els anamites, els lehabites, els naftuahïtes, els patrosites, els casluahites i els caftorites.